# Multigroove
Multigroove est une société néerlandaise organisatrice d'événements et festivals de musique électronique, fondée en 1991.

## Histoire
Créée en 1991, la société commence son développement autour du concept homonyme, « Multigroove », puis avec des partenariats avec ID&T lors d'un événement Thunderdome meets Multigroove, puis encore avec l'événement Hellbound à partir de 1995. D'autres concepts apparaissent par la suite, comme No Bullshit à partir de 1999 ou Rebound à partir de 2001. Des partenariats sont tissés, comme Ground Zero Festival avec UDC (2006) ou The Haunted House avec ISP en 2012.
En 2016, Multigroove fête ses 25 ans lors d'un événement dédié, 25 Years Multigroove · The Delicate Sound of Thunder, qui se déroule le 27 février 2016 au WesterUnie d'Amsterdam. Les styles représentés seront le hardstyle, le oldschool hardcore et le hardcore néerlandais. En 2017, la société ouvre le concept early hardcore Multigroove Festival, qui fait notamment des pionniers du genre comme Buzz Fuzz et Lady Dana.